# منبه (علم وظائف الأعضاء)

يتم استقبال الضوء الساقط على النبات بأنه تغيير في بيئته مما يؤدي إلى رد فعل من النبات نفسه

المنبه في علم وظائف الأعضاء هو تغيير قابل للتحديد في البيئة الداخلية أو الخارجية. تسمى قدرة الكائن الحي أو العضو على الاستجابة للمؤثرات الخارجية بالحساسية. عندما تتعرض المستقبلات الحسية لمنبه، فإنه عادة ما يثير أو يؤثر على ردة فعل بالجسم. يمكن لهذه المستقبلات الحسية أن تتلقى معلومات من خارج الجسم، كما هو الحال في المستقبلات اللمسية الموجودة في الجلد أو مستقبلات الضوء في العين، وكذلك من داخل الجسم، كما هو الحال في المستقبلات الكيميائية ومستقبلات الحركة. المثيرات الخارجية قادرة على إحداث رد فعل في جميع أنحاء الجسم، كما هو الحال في استجابة الكر والفر الذي يحدث نتيجة لإثارة الجهاز العصبي السمبثاوي.

## أنواع المنبهات

### داخلية

#### اختلال التوازن الداخلي
يعتبر اخلال التوازن الداخلي للجسم هو القوة الرئيسية الدافعة لأي تغييرات في الجسم. يتم رصد هذه المنبهات عن كثب من قبل مستقبلات وأجهزة استشعار في أجزاء مختلفة من الجسم. هذه المستقبلات منها مستقبلات ميكانيكية، مستقبلات كيميائية ومستقبلات للحرارة، والتي تستجيب بنفس الترتيب للضغط أو التمدد، التغيرات الكيميائية، أو تغيرات درجة الحرارة. ومن الأمثلة على المستقبلات الميكانيكية مستقبلات الضغط التي تكتشف التغيرات في ضغط الدم، وأقراص ميركل التي يمكن أن تكشف عن اللمس والضغط المستمرين، وخلايا الشعر التي تستجيب للمنبهات الصوتية. تشمل الاختلالات الداخلية التي يمكن أن تكون بمثابة محفزات لتغيرات داخلية مستويات المغذيات والأيونات في الدم ومستويات الأكسجين ومستويات المياه. قد تؤدي الانحرافات من الحالة المثلي إلى شعور يؤدي بصاحب الجسم إلى محاولة إعادة الجسم إلى حالته المثلى، مثل الألم والعطش أو الإرهاق، التي تحفز سلوكاً إرادياً (وليس ردة فعل) الذي سيعيد الجسم إلى حالته الأصلية (مثل الابتعاد عن مصدر الألم، أو الشرب، أو الراحة).

#### ضغط الدم
يتم قياس ضغط الدم، ومعدل ضربات القلب، والإخراج القلبي عن طريق مستقبلات للامتداد موجودة في الشرايين السباتية. توجد الأعصاب بداخل هذه المستقبلات، وعندما تكتشف وجود تمدد، يتم تحفيزها لتقوم بتنشيط الجهاز العصبي المركزي. هذه النبضات تمنع انقباض الأوعية الدموية وتخفض معدل ضربات القلب. إذا لم تكشف هذه الأعصاب عن التمدد، فإن الجسم يعتبر انخفاض ضغط الدم منبه خطير ولا يتم إرسال الإشارات، مما يمنع عمل الجهاز العصبي المركزي المثبط؛ فتتقلص الأوعية الدموية ويزيد معدل ضربات القلب، مما يتسبب في زيادة في ضغط الدم بالجسم. 

### خارجية

#### اللمس والألم
المشاعر الحسية وخاصة الألم، هي محفزات يمكن أن تثير استجابة كبيرة وتتسبب في تغييرات عصبية في الجسم. يسبب الألم أيضًا تغيرًا سلوكيًا في الجسم يتناسب مع شدة الألم. يتم تسجيل الشعور بالمستقبلات الحسية على الجلد ويتم نقله إلى الجهاز العصبي المركزي حيث يتم دمجه ويتم اتخاذ قرار بشأن كيفية الاستجابة له؛ فإذا تقرر أنه يجب عمل استجابة، يتم إرسال إشارة إلى العضلة المسئولة عن الجزء المتألم، فتعمل بشكل مناسب وفقًا لنوع ومكان التحفيز. بعد التلفيف (postcentral gyrus) هو الجزء من المخ المتواجد به المنطقة الحسية الجسدية الأولية، وهي منطقة الاستقبال الحسية الرئيسية لحاسة اللمس. 
الحد المطلق لللمس هو الحد الأدنى من الإحساس اللازم للحصول على استجابة من المستقبلات التي تعمل باللمس. هذا المقدار من الإحساس له قيمة ثابتة، وغالبا ما يعبر عنه بأنه قوة تمارس من خلال إسقاط جناح النحلة على خدك من مسافة سنتيمتر واحد. تتغير هذه القيمة بالتأكيد بناءً على الجزء الذي يتم لمسه.

#### الرؤية
توفر الرؤية فرصة للدماغ للفهم والاستجابة للتغيرات التي تحدث حول الجسم. حيث تدخل المعلومات أو المنبهات في شكل ضوء يدخل الشبكية، فتثير نوعاً خاصاً من الخلايا العصبية تسمى الخلية المستقبلة للضوء. حين تثار الخلية بما فيه الكفاية، يتم تمرير الاندفاع العصبي عبر مسار العصبونات إلى الجهاز العصبي المركزي. وبينما تنتقل الإشارة من المستقبلات الضوئية إلى الخلايا العصبية الأكبر، يجب إنشاء جهد فعل حتى يكون للإشارة قوة كافية لكي تصل إلى الجهاز العصبي المركزي. إذا كان المنبه لا يسبب جهد فعل قوي بما فيه الكفاية، فإنه يقال إنه لا يصل إلى العتبة المطلقة، ولا يتفاعل الجسم معه. ومع ذلك، إذا كان المنبه قويًا بما فيه الكفاية ليكون جهد فعل قوي في الخلايا العصبية البعيدة عن المستقبلات الضوئية، فسيقوم الجسم بدمج المعلومات والاستجابة بشكل مناسب. تتم معالجة المعلومات البصرية في الفص القذالي occipital lobe من الجهاز العصبي المركزي، وتحديدا في القشرة البصرية الأساسية primary visual cortex. 
الحد المطلق للرؤية هو الحد الأدنى من الإحساس اللازم للحصول على استجابة من المستقبلات الضوئية في العين. هذا المقدار من الإحساس له قيمة يمكن تحديدها، وغالباً يعبر عنه بأنه مقدار الضوء الموجود من شخص يحمل شمعة واحدة على بعد 30 ميلاً، هذا في حالة تعود العينين على الظلام.

#### الشم
تسمح الرائحة للجسم بالتعرف على الجزيئات الكيميائية في الهواء من خلال الاستنشاق. الحد المطلق للرائحة هو الحد الأدنى من الإحساس اللازم للحصول على استجابة من المستقبلات في الأنف. هذا المقدار من الإحساس له قيمة ثابتة، وغالبا ما تعتبر بمثابة قطرة واحدة من العطر في منزل من ستة غرف. وتتغير هذه القيمة اعتمادًا على نوع المادة المستخدمة. 

#### التذوق
يسجل التذوق نكهة الطعام والمواد الأخرى التي تمر عبر اللسان وعبر الفم. حيث توجد خلايا مجهريّة على سطح اللسان والأجزاء المجاورة من البلعوم والحنجرة. تتكون الخلايا الاستكشافية على براعم التذوق، والخلايا الطلائية المتخصصة، ويتم استبدالها بصفة متكررة كل عشرة أيام. وتبرز من كل خلية براعم صغيرة microvilli، وتسمى أحيانا الشعر الذواق. وتتفاعل الكيماويات الذائبة من الطعام مع هذه الخلايا المستقبلة.
الحد المطلق للتذوق هو الحد الأدنى من الإحساس اللازم للحصول على استجابة من المستقبلات في الفم. هذا المقدار من الإحساس له قيمة ثابتة، وغالبا ما تعتبر بمثابة قطرة واحدة من كبريتات الكينين quinine sulfate في 250 غالون من الماء. 

#### الصوت
الحد المطلق للصوت هو الحد الأدنى من الإحساس اللازم للحصول على استجابة من المستقبلات في الأذنين. هذا المقدار من الإحساس له قيمة ثابتة، وغالبا ما تعتبر بمثابة صوت دقات ساعة في بيئة عديمة الصوت تبعد عن المراقب مسافة 20 قدما. 

#### حالة التوازن
يمكن للأنابيب شبه الدائرية التي ترتبط مباشرة بقوقعة الأذن أن تقوم بتفسير ونقل معلومات الدماغ حول التوازن بطريقة مشابهة للطريقة المستخدمة في السمع. في أجزاء من هذه القنوات شبه الدائرية، وتحديدًا البقع maculae، تتكوّن بلورات كربونات الكالسيوم المعروفة باسم statoconia على سطح مادة جيلاتينية. وعندما تميل الرأس أو عندما يمر الجسم بتسارع الخطي، فإن هذه البلورات تتحرك بشكل مزعج لأهداب خلايا الشعر، وبالتالي تحفز إطلاق الناقل العصبي الذي يلتقط من الأعصاب الحسية المحيطة. في مناطق أخرى من القناة شبه الدائرية، وبالتحديد الأمبولا ampulla، فإن البنية المعروفة باسم القبة cupulaـ المشابهة للمادة الجيلاتينية في البقع- تحفز خلايا الشعر بطريقة مشابهة عندما يتسبب الوسط السائل الذي يحيط بها في تحريك القبة نفسها. توصل الأمبولا الدماغ بمعلومات حول الدوران الأفقي للرأس.

## الاستجابة الخلوية
يتم تعريف الاستجابة الخلوية للمنبهات بشكل عام على أنها تغير في حالة أو نشاط الخلية من حيث الحركة أو الإفراز أو إنتاج إنزيم أو التعبير الجيني. تقوم المستقبِلات على أسطح الخلايا باستشعار المكونات التي تراقب المنبهات، وتستجيب للتغيرات في البيئة المحيطة بالخلية عن طريق نقل الإشارة إلى مركز التحكم لمزيد من المعالجة والاستجابة. يتم تحويل الإثارات دائما إلى إشارات كهربائية عن طريق النقل العصبي. تأخذ هذه الإشارة الكهربائية مسارًا محددًا عبر الجهاز العصبي لبدء استجابة نظامية. كل نوع من أنواع المستقبلات متخصص في الاستجابة بشكل تفضيلي لنوع واحد فقط من الطاقة التحفيزية، يسمى التحفيز الكافي. تمتلك المستقبلات الحسية نطاقًا محددًا جيدًا من المنبهات التي تستجيب لها، ويتم ضبط كل منها على الاحتياجات الخاصة للكائن الحي. ويتم نقل المحفزات في جميع أنحاء الجسم عن طريق النقل الميكانيكي أو النقل الكيميائي، وهذا يتوقف على طبيعة المنبه.

## استجابة نظامية

### استجابة الجهاز العصبي
على الرغم من تنوع المستقبلات والمحفزات، فإن معظم المنبهات الخارجية تولد في البداية جهود فعل متدرجة محصورة في العصبونات المرتبطة بالأعضاء الحسية أو الأنسجة الحسية فقط. يمكن للمنبهات الداخلية والخارجية أن تثير فئتين مختلفتين من الاستجابات في النظام العصبي: استجابة مثيرة، وهي عادة في شكل جهود فعل، واستجابة مثبطة. عندما يتم تحفيز عصبون بدافع مثير، فإن الخلايا العصبية المتداخلة ترتبط بالنواقل العصبية التي تجعل الخلية قابلة لإنفاذ نوع معين من الأيونات؛ ويحدد نوع الناقل العصبي نوع الأيون المنقول الذي سيدخل الخلية.

### استجابة النظام العضلي
تنتشر الأعصاب التابعة للجهاز العصبي المحيطي في أجزاء مختلفة من الجسم، مثل ألياف العضلات. تعرف المنطقة التي يتصل فيها العصبون الحركي بألياف العضلات باسم الوصل العصبي العضلي neuromuscular junction. عندما تتلقى العضلات معلومات من المنبهات الداخلية أو الخارجية، يتم تحفيز ألياف العضلات من خلال الخلايا العصبية الحركية الخاصة بها. يتم تمرير النبضات من الجهاز العصبي المركزي إلى الخلايا العصبية حتى تصل إلى الخلايا العصبية الحركية، التي تطلق الناقل العصبي أستيل كولين (ACH) في الوصل العصبي العضلي. يرتبط الأستيل كولين بمستقبلات الأستيل كولين النيكوتينية على سطح الخلية العضلية وتفتح قنوات أيونية، مما يسمح بتدفق أيونات الصوديوم إلى الخلية وأيونات البوتاسيوم إلى الخارج؛ هذه الحركة الأيونية تسبب استقطاباً، والذي يسمح بإطلاق أيونات الكالسيوم داخل الخلية. ترتبط أيونات الكالسيوم بالبروتينات داخل الخلية العضلية لتسمح بانكماش العضلات؛ وهي النتيجة النهائية للتحفيز. 

### استجابة نظام الغدد الصماء

#### فاسوبريسين
يتأثر نظام الغدد الصماء بشكل كبير بالعديد من المحفزات الداخلية والخارجية. أحد المحفزات الداخلية الذي يسبب إفراز الهرمونات هو ضغط الدم. انخفاض ضغط الدم هو قوة دافعة كبيرة لإطلاق الفازوبريسين، وهو الهرمون الذي يسبب الاحتفاظ بالماء في الكلى. هذه العملية أيضا تزيد من العطش. إذا عاد ضغط دم الفرد إلى المعدل الطبيعي عن طريق احتباس السوائل أو عن طريق شرب المزيد السوائل، فإن إفراز الفازوبريسين يبطئ وتحتفظ بالكليتين بسوائل أقل. يمكن أن يكون نقص حجم الدم أو انخفاض مستوى السوائل في الجسم بمثابة محفز لهذه الاستجابة. 

#### أدرينالين
يفرز الإبينفرين المعروف أيضًا باسم الأدرينالين عادةً كاستجابة للتغيرات الداخلية والخارجية. أحد الأسباب الشائعة لإطلاق هذا الهرمون هو وضع الكر والفر. عندما يصادف الجسم محفزًا خارجيًا يحتمل أن يكون خطيراً، يتم إفراز الإيبينيفرين من الغدد الكظرية. ويسبب الإبينفرين تغيرات فيزيولوجية في الجسم مثل انقباض الأوعية الدموية، وتوسع الحدقتين، وزيادة معدل ضربات القلب والتنفس، وحرق الجلوكوز. كل هذه الاستجابات لمحفز واحد تساعد في حماية الفرد، سواء اتخذ القرار بالبقاء والقتال، أو الهرب وتجنب الخطر. 

### استجابة الجهاز الهضمي

#### المرحلة الرأسية
يمكن أن يستجيب الجهاز الهضمي للمثيرات الخارجية مثل رؤية أو شم رائحة الطعام، ويسبب تغيرات فيزيولوجية قبل دخول الطعام إلى الجسم. هذا المنعكس يعرف باسم الطور الرأسي لعملية الهضم. تعتبر رائحة وشكل الطعام محفزات قوية بما يكفي لإفراز اللعاب وإفراز الإنزيم المعدي والبنكرياس وإفراز الغدد الصماء تحضيراً للمغذيات الواردة إلى الجسم؛ من خلال بدء عملية الهضم قبل وصول الطعام إلى المعدة، يكون الجسم قادراً على تكسير الطعام بشكل أكثر فعالية وكفاءة للحصول على العناصر الغذائية الضرورية. بمجرد أن يدخل الطعام الفم، يضيف المذاق والمعلومات القادمة من المستقبلات في الفم إلى الاستجابة الهضمية. كما تزيد المستقبلات الكيميائية والمستقبلات الميكانيكية التي يتم تنشيطها عن طريق المضغ والبلع من معدل إطلاق الإنزيمات في المعدة والأمعاء.

#### الجهاز العصبي الداخلي=
الجهاز الهضمي قادر أيضًا على الاستجابة للمؤثرات الداخلية. فالجهاز الهضمي أو الجهاز العصبي المعوي وحده يحتوي على ملايين الخلايا العصبية. تعمل هذه العصبونات كمستقبلات حسية يمكنها اكتشاف أي تغيرات، مثل دخول الغذاء إلى الأمعاء الدقيقة في الجهاز الهضمي. واعتماداً على ما تكتشفه هذه المستقبلات الحسية، يمكن إفراز بعض الإنزيمات والعصائر الهضمية من البنكرياس والكبد للمساعدة في عملية الأيض وتكسير الطعام.